# 芬蘭的俄羅斯化

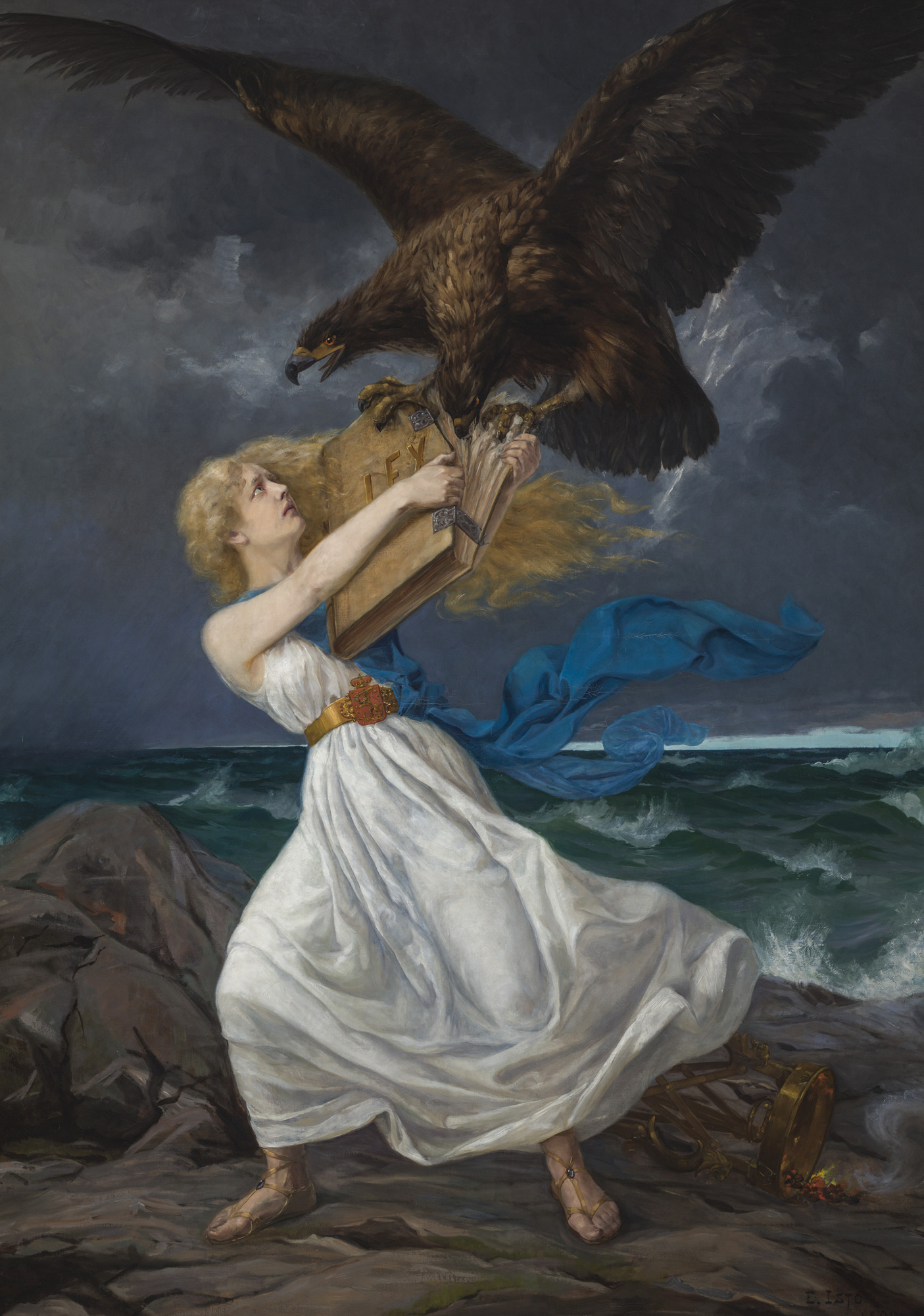
愛德華·伊斯托的畫作《攻擊 (畫)》，象徵芬蘭俄羅斯化的開始，畫中的俄羅斯雙頭鷹正從芬蘭少女懷裡撕扯書頁

芬兰的俄罗斯化（直译：“（被）打壓時代”，羅馬化：Rusifikatsiya Finlyandii）是俄罗斯帝国統治芬蘭期間在芬蘭推行的俄羅斯化政策，目的是限制芬兰大公国文化的發展，最終目標是将芬兰徹底同化。芬蘭的俄羅斯化政策遭到芬蘭人的反抗。